# Пйонткі (Куявсько-Поморське воєводство)
Пйонткі (пол. Piątki, нім. Fünferhöhe) — село в Польщі, у гміні Ліпно Ліпновського повіту Куявсько-Поморського воєводства.
Населення — 176 осіб (2011).
У 1975-1998 роках село належало до Влоцлавського воєводства.

## Демографія
Демографічна структура станом на 31 березня 2011 року:
|          | Загалом | Допрацездатний вік | Працездатний вік | Постпрацездатний вік |
| -------- | ------- | ------------------ | ---------------- | -------------------- |
| Чоловіки | 97      | 21                 | 66               | 10                   |
| Жінки    | 79      | 14                 | 45               | 20                   |
| Разом    | 176     | 35                 | 111              | 30                   |